# Oliver Diggelmann
Oliver Diggelmann (* 30. August 1967 in Bern) ist ein Schweizer Rechtswissenschaftler, Professor für Völker- und Staatsrecht an der Universität Zürich und Autor zweier politischer Romane.

## Leben
Oliver Diggelmann wuchs in Zürich auf. Er besuchte die Kantonsschule Hohe Promenade und studierte nach einer altsprachlichen Matura Rechtswissenschaften in Zürich, Bern und Cambridge (Trinity Hall). 1999 promovierte er bei Daniel Thürer mit einer völkerrechtlichen Dissertation über die Anfänge der Völkerrechtssoziologie. 2004 erfolgte die Habilitation an der Universität Zürich zu den Folgen der Globalisierung für Staat und Demokratie. 2004 wurde er an die Andrássy Universität in Budapest auf die Professur für Völkerrecht berufen. 2006 war er während sechs Monaten als persönlicher Mitarbeiter für den damaligen Präsidenten des Europäischen Gerichtshofs für Menschenrechte, Luzius Wildhaber, tätig. Von 2008 bis 2010 war er Dekan der Fakultät für Vergleichende Staats- und Rechtswissenschaften der Andrássy Universität Budapest. 2010 erfolgte die Berufung auf den Lehrstuhl für Völkerrecht, Europarecht, Öffentliches Recht und Staatsphilosophie an der Universität Zürich. Seit 2011 leitet er geschäftsführend das Institut für Völkerrecht und ausländisches Verfassungsrecht.
Diggelmann war 2009 Gastprofessor an der Universität St. Gallen und 2013 an der Hebrew University Jerusalem. Er war Visiting Scholar an der UC Berkeley (2001), Visiting Fellow an der Universität Cambridge (2015), der Harvard-Universität (2021) und der Science Po Paris (2023) sowie Senior Fellow am völkerrechtlichen Forschungskolleg der Humboldt-Universität zu Berlin (2018). Er ist Mitherausgeber der «Swiss Review for International and European Law» und des «Jahrbuchs für Vergleichende Staats- und Rechtswissenschaften». Er ist Mitglied der Vereinigung der Deutschen Staatsrechtslehrer, der Deutschen Gesellschaft für Internationales Recht und der European Society for International Law sowie des PEN Deutschland.

## Völker- und Staatsrecht
Diggelmanns völkerrechtliche Schriften befassen sich schwerpunktmässig mit den Grundlagen des Völkerrechts und seiner Geschichte. Ein weiterer Schwerpunkt liegt auf dem Konfliktrecht und dem völkerrechtlichen Strafrecht. Verschiedene Schriften behandeln Fragen der Koordination völkerrechtlicher Teilregime und Versuche, die Kollisionsprobleme zu lösen oder zu entschärfen, etwa durch ein ab den 1990er-Jahren wieder aufkommendes «Verfassungsdenken im Völkerrecht». In einem mit Tilmann Altwicker verfassten und breit rezipierten Aufsatz im European Journal of International Law weist er auf die Tendenz der Völkerrechtswissenschaft hin, Schwächen der internationalen Rechtsordnung mit einer Fortschrittserzählung zu kompensieren. In den staatsrechtlichen Arbeiten stehen Fragen der verfassungsstaatlichen Institutionenarchitektur, grundrechtliche Fragen und das Wechselspiel von staatlicher und internationaler Rechtsordnung im Mittelpunkt. In der 2005 erschienenen Habilitationsschrift untersuchte Diggelmann die Auswirkungen des fortschreitenden Eindringens des Völkerrechts in traditionell innerstaatliche Politikbereiche auf die Gewaltenteilung, die Volksrechte und den Föderalismus in der Schweiz. Er wies auch auf die Folgen dieser Veränderungen für die Demokratie hin, insbesondere das Problem der «Scherbenhaufen-Referenden». In einem Aufsatz zur Expansion des Diskriminierungsbegriffs beleuchtete er die Wechselwirkungen zwischen öffentlichem und grundrechtlichem Diskurs, die die Karriere des Begriffs stark befördert haben. Er ist zusammen mit Maya Hertig Randall und Benjamin Schindler Herausgeber des von den Schweizer Staatsrechtlern gemeinsam verfassten dreibändigen Werkes «Verfassungsrecht der Schweiz».
Diggelmann schreibt regelmässig für Schweizer Publikumsmedien zu aktuellen völkerrechtlichen und staatspolitischen Themen (Neue Zürcher Zeitung, Tages-Anzeiger, Das Magazin). In der Debatte um die «Selbstbestimmungsinitiative» wies er 2017 darauf hin, die Diagnose abnehmender Spielräume der Staaten treffe zu, die Initiative reagiere darauf aber mit untauglichen Mitteln. Nach dem russischen Angriff auf die Ukraine 2022 trat er für ein Neutralitätsverständnis ein, das völkerrechtliche Neutralität mit einem grösseren Beitrag an die internationalen Friedenslasten verbindet. Während des Israel-Hamas-Konflikts ab Oktober 2023 wies er auf die Problematik einer leichtfertigen Verwendung des Vorwurfs des Genozids hin, dessen Israel zuweilen bezichtigt wird.

## Romane
Der 2017 erschienene Roman Maiwald über den rätselhaften Suizid eines renommierten Psychiaters spielt im Medienmilieu nach der Jahrtausendwende. Rückblenden führen in die Protest- und Besetzerszenen der späten Sechziger- und der Achtzigerjahre. Im Mittelpunkt stehen Recherchen des Erzählers András, der dem Tod des Psychiaters Maiwald nachspürt, des Vaters seiner Jugendfreundin. Die Berliner Zeitung lobte die feine Sprache und die emotionale Hellhörigkeit, der Tages-Anzeiger nannte das Durchspielen von Aufbruchstimmung und Desillusion an zwei Generationen «überzeugend». Der frühere Chefredaktor der Zürichsee-Zeitung, Ulrich E. Gut, bezeichnete den Roman als «packendes, tiefsinniges Psychodrama und Gesellschaftsbild». Die Wochenzeitung der Freitag kritisierte die mangelnde Plausibilität der Motive hinter der obsessiven Wahrheitssuche.
Der 2023 erschienene Roman Die Lichter von Budapest handelt von in Ungarn versickernden EU-Geldern und einer Liebesgeschichte. Der Mittdreissiger Anatol kommt als Anhängsel seiner Freundin Sophie nach Budapest, wo diese das Ungarn-Mandat einer renommierten internationalen Anwaltskanzlei betreut. Sie betrügt ihn mit einem Kollegen, und der den Halt verlierende Anatol entdeckt Schritt für Schritt ein ausgeklügeltes System krimineller Vergabemachenschaften. Die NZZ am Sonntag bezeichnete das Buch als «Politthriller und Beziehungsdrama in einem», der Essayist Heribert Prantl schrieb, die Erzählkunst des Autors zeige sich schon im ersten Satz. Nach der Frankfurter Neuen Presse ist dem Autor «Grosses gelungen», ein Krimi mit gesellschaftlicher Sprengkraft und zugleich eine packende Story.